# クリス・ヴァン・オールズバーグ
クリス・ヴァン・オールズバーグ（Chris Van Allsburg、1949年6月18日 - ）は、アメリカの児童文学作家でありイラストレーター。
彫りのある印象的な人物やオプジェを描き、一種独特の世界を作り上げている。『ジュマンジ』（原題：Jumanji）、『急行「北極号」』（原題：The Polar Express）でコールデコット賞を受賞した。日本では絵本作品の多くを村上春樹が翻訳していることでも知られている。

## 略歴
1949年6月18日、ミシガン州イーストグランドラピッズに母ドリスと父リチャードの第2子として生まれる。
オールズバーグが誕生したころ、一家はオールズバーグの曾祖父ペーターが営んでいた酪農場の隣りの古いファームハウスに住んでいたが、オールズバーグ3歳の時、都市開発の影響を受けてグランドラピッズの境にある新しい家に転居した。
新しい家の辺りは豊かな自然が残されていて、オールズバーグは魚や蛙をつかまえたりして遊んだ。また、オールズバーグの通うブレトン・ダウンズ・スクールに非常に近く、6年生になり一家が再びイーストグランドラピッズに転居するまで、彼は毎日歩いて学校へ行っていた。
イーストグランドラピッズで次に住んだ家は煉瓦造りのチューダー様式の古い家で、その家のある通りは絵本『急行「北極号」』の表紙に描かれている通りに似ていた。オールズバーグは中学校と高校時代をイーストグランドラピッズで過ごしたが、その頃の関心は数学と科学にあり、美術に関しての授業は受けていなかった。
オールズバーグの通った高校には、高い学力と毎年多くの志望者がいたためミシガン大学から入試担当者が訪れ、面接を行って、高得点の者に入学を許可する制度があった。1967年にオールズバーグがその面接に臨んだ時、大学で希望する学部を決めていなかったが、美術を含む建築とデザインを学ぶ学部があると知り、高校では何も美術の授業を取っていなかったものの、絵を描くことが好きだったことから、大学の入試担当者に美術学部に興味があると告げた。その年は、自分の作品集がなくてもテストの点数と高校の成績が高ければ大学に入学できる最後の年で、高校で美術の授業を専攻していないことを大学の入試担当者に指摘されたオールズバーグは、彼を納得させるような対応をして切り抜け、入学の資格を得たという。
大学では彫刻を専攻し、ブロンズ鋳造、木彫、樹脂成形等の技術を学んだ。彼は1972年にミシガン大学を卒業した後、ロードアイランド・スクール・オブ・デザイン（RISD）で彫刻の勉強を続けた。
1975年、RISDで学位を取得すると、プロビデンスに彫刻スタジオを設立する。同年、4年前にミシガン大学で出会い、プロビデンスでは美術教師となる勉強をしていたリサ・モリソンと結婚した。
1977年、初の彫刻展をニューヨークのアラン・ストーンのギャラリーで開催。オールズバーグは彫刻に主な関心を持ちつつ、家では気軽に絵を描き始めていたが、周囲はそのことを放っておかなかった。
アラン・ストーンはホイットニー美術館の学芸員にオールズバーグの絵を見せ、妻のリサや友人のイラストレーター、デビッド・マコーレイは、絵本のための絵を描くべきだと勧めた。
マコーレイはリサに、自分の担当編集者に紹介してオールズバーグの絵を見せるように勧めたが、紹介を受けて絵を見た編集者は、オールズバーグに挿絵を描くだけではなく物語も含めた絵本製作をしたほうがよいと提案した。
オールズバーグは彫刻制作と並行して絵本製作を行い、1979年に『魔術師アブドゥル・ガサツィの庭園』（原題：The Garden of Abdul Gasazi）を出版した。1980年、同作品はコールデコット賞の次点であるコールデコット・オナーを受賞している。
1982年、『ジュマンジ』でコールデコット賞を受賞。
1986年、『急行「北極号」』（原題：The Polar Express）で2度目のコールデコット賞を受賞。
1991年、長女のソフィアが誕生。
1992年、『ジュマンジ』がロビン・ウィリアムズ主演で映画化される。
1995年、次女のアンナが誕生。
2004年、『急行「北極号」』がトム・ハンクス主演で映画化される。
2005年、『ザスーラ』が映画化される。
現在はボストンのノースショアであるビバリーに居住し、これまでに19冊の自作絵本と、挿絵を描いたマーク・ヘルプリンの本等が出版されている。 

## 主な作品
- 『魔術師ガザージ氏の庭で』The Garden of Abdul Gasazi (1979)、辺見まさなお訳、ほるぷ出版、1981

　2005年に『魔術師アブドゥル・ガサツィの庭園』（村上春樹訳）として、あすなろ書房から改めて出版された。
- 『ジュマンジ』Jumanji (1981)、辺見まさなお訳、ほるぷ出版、1984

　2019年に村上春樹訳であすなろ書房から改めて出版された。
- 『ベンの見た夢』Ben’s Dream (1982)、村上春樹訳、河出書房新社、1996
- 『西風号の遭難』The Wreck of the Zephyr (1983)、村上春樹訳、河出書房新社、1985
- 『ハリス・バ-ディックの謎』The Mysteries of Harris Burdick (1984)、村上春樹訳、河出書房新社、1990
- 『急行「北極号」』The Polar Express (1985)、村上春樹訳、河出書房新社、1987
- 『名前のない人』The Stranger (1986)、村上春樹訳、河出書房新社、1989
- 『くいしんぼうのあり』Two Bad Ants (1988)、木島始訳、ほるぷ出版、1989

　2004年に『2ひきのいけないアリ』（村上春樹訳）として、あすなろ書房から改めて出版された。
- 『ゆめのおはなし』Just a Dream (1990)、西郷容子訳、徳間書店、1994
- 『いまいましい石』The Wretched Stone (1991)、村上春樹訳、河出書房新社、2003
- 『魔法のホウキ』The Widow's Broom (1992)、村上春樹訳、河出書房新社、1993
- 『まさ夢いちじく』The Sweetest Fig (1993) 、村上春樹訳、河出書房新社、1994
- 『ザスーラ』Zathura (2002)、金原瑞人訳、ほるぷ出版、2003
- 『さあ、犬になるんだ! 』Probuditi! (2006)、村上春樹訳、河出書房新社、2006
- 『ナイアガラの女王』Queen of the Falls (2011)、江國香織訳、河出書房新社、2015